# Spirostreptus everettii
Spirostreptus everettii är en mångfotingart som beskrevs av Pocock 1892. Spirostreptus everettii ingår i släktet Spirostreptus och familjen Spirostreptidae. Inga underarter finns listade i Catalogue of Life.